# 平安聖母主教座堂 (貝洛奧里藏特)
平安聖母主教座堂  又名贝洛奥里藏特主教座堂是天主教贝洛奥里藏特总教区的主教座堂，位于巴西贝洛奥里藏特。
该堂建于1913年，新哥特风格。1921年2月11日，该堂在尚未完成时，升格为天主教贝洛奥里藏特教区的主教座堂。1924年又升为总主教座堂。
该堂供奉葡萄牙船的主保平安聖母。平安聖母像在祭台右侧，高2.5米，正祭台用卡拉拉大理石建造。

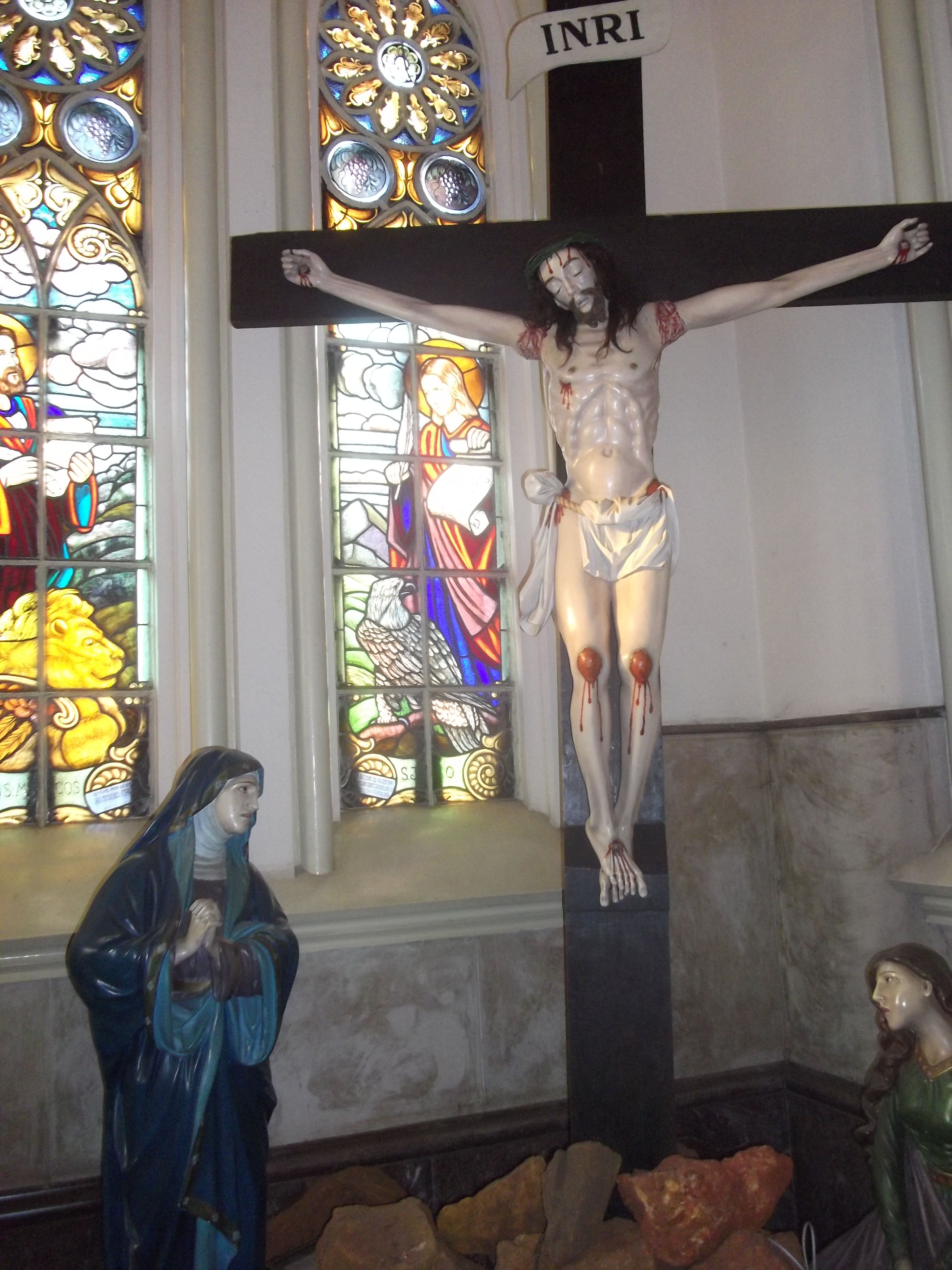
内景